# トム・ジョンソン (ボクサー)
トム・ジョンソン（Tom Johnson、1964年7月15日 - ）は、アメリカ合衆国の男性プロボクサー。インディアナ州エバンズビル出身。元IBF世界フェザー級王者。11度防衛し安定政権を築いたことで知られている。

## 来歴
1986年10月28日、ジョンソンはプロデビュー戦を行い2回TKO勝ちでデビュー戦を白星で飾った。
1988年11月30日、WBCアメリカ大陸フェザー級王者ギルベルト・コントレラスと対戦し12回判定勝ちで王座獲得に成功した。
1989年4月21日、エドガル・ガルシアと対戦し6回TKO勝ちで初防衛に成功した。
1990年7月3日、ハロルド・ウォーレンと初黒星となる10回1-2の判定負けを喫した。
1990年11月18日、NABF北米フェザー級王者で後のIBF世界フェザー級王者トロイ・ドーシーと対戦し12回1-0の引き分けで王座獲得に失敗した。
1991年11月18日、世界初挑戦。IBF世界フェザー級王者マヌエル・メディナと対戦し9回1分35秒0-3の負傷判定負けで王座獲得に失敗した。
1993年2月26日、マヌエル・メディナと2度目の対戦を中立地フランスで行い、12回2-1の判定勝ちで王座獲得に成功した。これでメディナとの通算対戦成績を1勝1敗の五分に戻した。
1993年9月11日、フロリダ州マイアミのジャイアライ・フロントンでシュガー・ベイビー・ロサスと対戦。前日計量で計量オーバーで失格の失態をさらけ出したロサスに何もさせず12回3-0の判定勝ち。完封で初防衛に成功した。
1993年11月30日、マルセイユでステファン・ハッコンと対戦し9回1分16秒TKO勝ちで2度目の防衛に成功した。
1994年2月12日、セントルイスで22戦全勝のオルランド・ソトと対戦し12回3-0の判定勝ちで3度目の防衛に成功した。
1994年6月11日、ニュージャージー州アトランティックシティでベニー・アムパロと対戦し12回1分59秒TKO勝ちで4度目の防衛に成功した。
1994年10月22日、フランシスコ・セグラと対戦し、12回3-0の判定勝ちで5度目の防衛に成功した。
1995年1月28日、マヌエル・メディナと3度目の対戦を行い、12回3-0の判定勝ちで6度目の防衛に成功と同時にメディナとの激闘に決着を付けた。
1995年5月28日、エディ・クロフトと対戦し12回3-0の判定勝ちで7度目の防衛に成功した。
1995年12月9日、ドイツシュツットガルトのハーンズ・マーティン・シュライヤー·ハレで17戦全勝のホセ・バデッロと対戦し12回2-0の判定勝ちで王座獲得後初の苦戦を強いられたが何とか8度目の防衛に成功した。
1996年3月2日、イギリスニューカッスルのテレウェスト・アリーナでエヴァー・ベレノと対戦し12回2分34秒TKO勝ちで9度目の防衛に成功した。
1996年4月27日、クラウディオ・ビクター・マルチネットと対戦し7回KO勝ちを収め10度目の防衛に成功した。
1996年8月31日、アイルランドダブリンのザ・ポイントでラモン・グスマンと対戦し3回に2度ダウンを奪いストップ寸前まで追い詰めると更に7回にもダウンを追加して攻勢をアピールし採点になり12回3-0の判定勝ちで11度目の防衛に成功した。
1997年2月8日、ロンドンのニュー・ロンドン・アリーナでWBO世界フェザー級王者ナジーム・ハメドと王座統一戦を行ったが自身初のKO負けとなる8回2分27秒TKO負けを喫し12度目の防衛に失敗し王座から陥落しWBO王座獲得に失敗した。
1998年9月4日、IBC世界スーパーフェザー級王者デニス・ホルベック・ペーターソンと対戦し12回0-3の判定負けで王座獲得に失敗した。
1999年2月17日、元世界2階級制覇王者でIBA世界スーパーフェザー級王者ジュニア・ジョーンズと対戦し12回0-3の判定負けで王座獲得に失敗した。
1999年7月31日、IBO世界スーパーフェザー級王者チャールズ・シェパードと対戦し12回0-3の判定負けで王座獲得に失敗した。
2000年7月15日、IBOインターコンチネンタルスーパーフェザー級王者で後のWBO世界フェザー級王者スコット・ハリソンと対戦し12回0-3の判定負けで王座獲得に失敗した。
2001年2月23日、NABF北米スーパーフェザー級王者で後の世界2階級制覇王者ヘスス・チャベスと対戦し8回10秒TKO負けで王座獲得に失敗した。
2002年2月22日、元IBF・WBO世界フェザー級王者ホルヘ・パエスと対戦し2回2分51秒TKO負けを最後に現役を引退した。

## 獲得タイトル
- WBCアメリカ大陸フェザー級王座
- NABF北米フェザー級王座
- 第8代IBF世界フェザー級王座（防衛11度）